# Корі Джозеф
Корі Ефрам Джозеф (англ. Cory Ephram Joseph; нар. 20 серпня 1991) — канадський професійний баскетболіст «Детройт Пістонс» Національної баскетбольної асоціації (НБА). Грає на позиції розігруючого захисника, капітан національної збірної Канади з баскетболу.

## Сім'я
Джозеф народився у Торонто, Онтаріо, наймолодший із чотирьох дітей Конні та Девіда Джозефа, уродженця Тринідаду і Тобаго. Дитинство проходило у Пікерінгу. Його батьки грали у студентський баскетбол. Батько виграв національний чемпіонат Канадської студентської спортивної асоціації у команді Технологічного інституту Південної Альберти, а пізніше був тренером у школі, коледжі та на професійному рівні. Його мати була тренером і суддею на різних рівнях. У Джозефа є дві старші сестри, Шанталь і Даніель, і старший брат Дево, який грав у коледжі за Міннесоту й Орегон, а також виступав у Європі.
Двоє троюрідних братів Джозефа також грали у баскетбольній студентській лізі: Кріс виступав за «Сірак'юс Орандж» і був обраний у другому раунді драфту НБА 2012 «Бостон Селтікс», Моріс грав за штати «Мічиган Стэйт Спартанс» і «Вермонт Катамонтс», а також був головним тренером «Джордж Вашингтон Реврлюшенаріс». Двоюрідний брат, Ештон Ган, — професійний баскетболіст, виступав у Британській баскетбольній лізі.
У юності Джозеф і майбутній гравець НБА Келлі Олійник разом грали у «Скарборо Блюз», яка наприкінці 1990-х — на початку 2000-х років рідко програвала. Одну поразку зазнала від команди «Торонто» з рахунком 5–0 на чолі зі Стефеном Каррі.

## Шкільні роки
Джозеф навчався в Аяксі, Онтаріо. Він і його брат Дево очолювали шкільну баскетбольну команду «AAAA» на чемпіонаті провінції Онтаріо, який проходив у 2007 і 2008 роках, здобувши перемоги. Їхній батько у той час був помічником тренера команди. У 2008 році він і Дево були обрані для участі в щорічному All-Canada Classic, який демонструє найкращих гравців серед шкіл Канади.
16-річний Джозеф перейшов до «Фіндлі Преп» у Гендерсоні, штат Невада, разом із Трістаном Томпсоном, своїм близьким другом і товаришем по команді Аматорського спортивного союзу. Він зацікавив тренерів, коли очолив «Фіндлі Преп» на шкільному чемпіонаті у 2009 році. Того сезону разом з Томпсоном й Ейвері Бредлі команда перемогла № 1 Оук Гілл Академію з рахунком 74:66. У серпні 2009 року його обрали у команду 24 найкращих баскетболістів серед школярів.
Наступного року команда Джозефа обіграла Академію Монтверде (59:46). Джозеф отримав титул MVP змагань. За підсумками сезону він опинився на 7 сходинці рейтингу за версією Rivals.com і № 11 у рейтингу ESPNU 100. Він забивав у середньому 18,8 очка, робив 4,9 передачі, 6,7 підбирання та 2,5 перехоплення за гру. Джозеф виступав у Всеамериканській грі McDonald's 2010 року. Він також виграв змагання McDonald's Three Point Competition і був названий Jordan Brand Classic All-American. 11 квітня 2010 року він грав за збірну на турнірі Nike Hoop Summit проти юніорської збірної США. Гра проходила у Роуз-гарден у Портленді, штат Орегон. Його команда програла (101:97). Через дванадцять днів Джозеф вступив до Техаського університету, приєднавшись до Томпсона.

## Студентська кар'єра

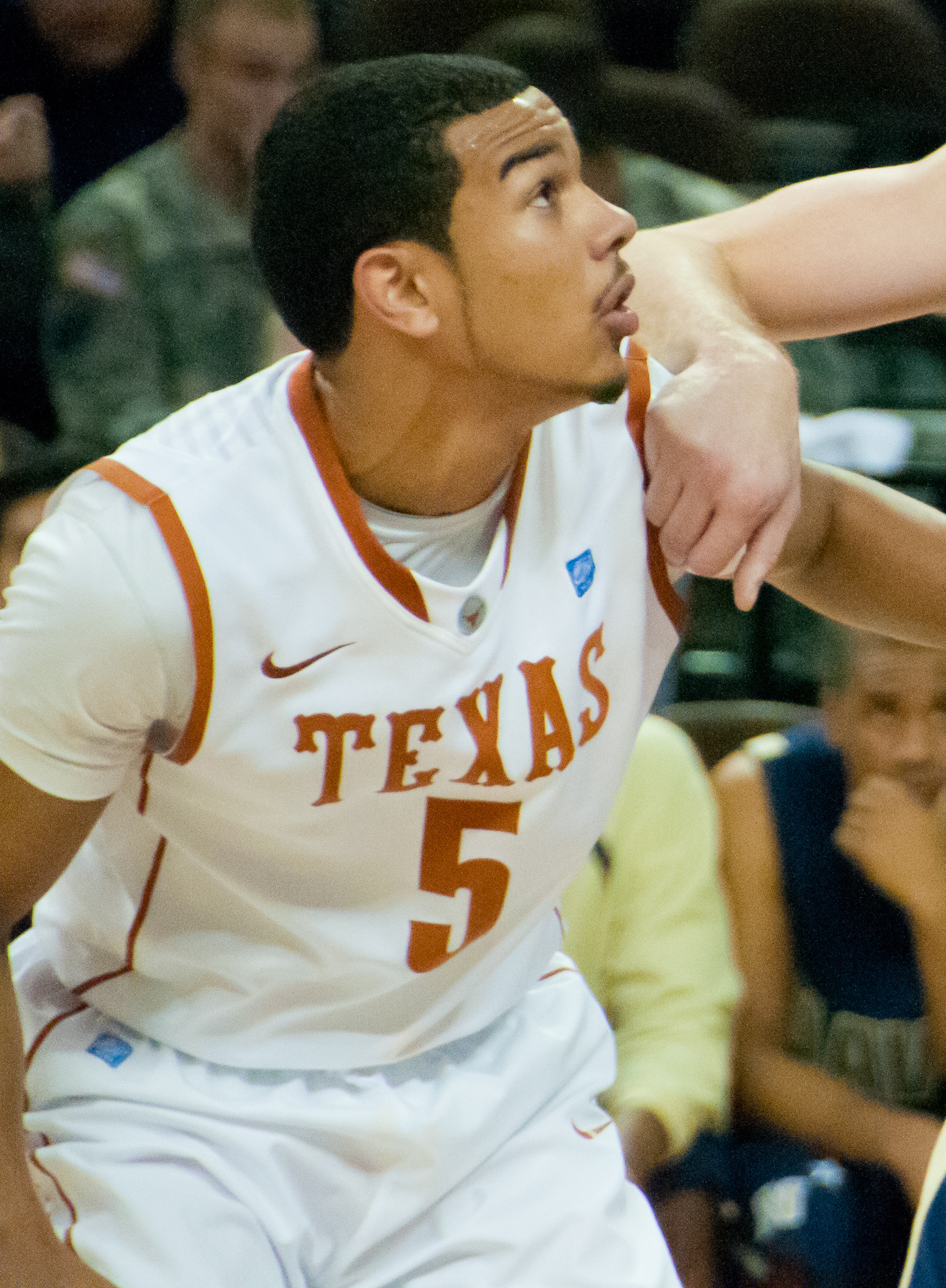
Джозеф у «Техас Лонгхорнс», 2010

Джозеф стартував у всіх 36 іграх свого першого сезону, очоливши команду за очками у чотирьох іграх і двічі за підбираннями. Він провів одну зі своїх найкращих ігор 18 грудня 2010 року, встановивши рекорд сезону 21 очко та запам'ятався переможним стрибком у матчі проти «Північної Кароліни Тар Гілс». «Техас» програв того сезону «Аризона Вайлдкетс». Після завершення сезону Джозеф оголосив про участь у драфті НБА і був включений до команди першокурсників Конференції Big 12.

## Професійна кар'єра

### «Сан-Антоніо Сперс» (2011—2015)
23 червня 2011 року Джозеф був обраний «Сан-Антоніо Сперс» під 29-м номером на драфті НБА 2011 року. Інший канадець Томпсон був задрафтований «Клівленд Кавальєрс» четвертим, на той момент найвища позиція драфту для канадця в історії НБА. (Ентоні Беннетт і Ендрю Віггінс стали першими на драфтах 2013 і 2014 років відповідно). Також це був другий випадок в історії НБА, коли двоє канадців були обрані в першому раунді одного і того ж драфту, перший раз у 1983 році, Лео Раутінс і Стюарт Грейнджер були обрані під 17-м і 25-м номерами відповідно. Драфт 2011 роком також став першим випадком, коли троє баскетболістів «Техас Лонгхорнс» потрапили у перший раунд, на 26 місці опинився Джордан Гамілтон («Даллас Маверікс»).
Протягом сезону 2011—2012 «Сперс» тричі відправляли Джозефа до команди «Остін Торос» з Ді-Ліги НБА. У сезоні 2012—2013 років він також грав за «Торос». 4 лютого 2013 року Джозеф потрапив у склад Матчу всіх зірок НБА Ді-Ліги 2013 року. Однак через травму його замінив Джастін Дентмон.
Наприкінці лютого 2013 року Тоні Паркер отримав травму, і Джозеф став розігруючим «Сперс» у стартовому складі. У своїх перших п'яти стартах Джозеф набирав у середньому 8,8 очка та 2,6 передачі, забиваючи 58,6 відсотка. Джозеф допоміг «Сперс» вийти у фінал НБА 2013 проти «Маямі Гіт», але команда програла серію у сьомій грі.
15 червня 2014 року Джозеф виграв свій перший чемпіонат НБА: «Сперс» перемогли «Маямі Гіт» з рахунком 4:1 у фіналі НБА 2014 року.
30 червня 2015 року «Сперс» розширили кваліфікаційну пропозицію Джозефу, щоб він став обмежено вільним агентом, але 5 липня команда відкликала її.

### «Торонто Репторз» (2015—2017)
9 липня 2015 року Джозеф підписав чотирирічний контракт на 30 мільйонів доларів з командою «Торонто Репторз». Він дебютував за «Репторз» під час першого матчу сезону 28 жовтня 2015 року, заробивши 3 очки та 2 підбирання у перемозі над «Індіана Пейсерз» (106:99). У перших іграх у «Репторз» Джозеф почав показувати гарний результат як запасний розігруючий, з'являвся на полі рекордні для нього 23 хвилини за гру. 6 листопада 2015 року він забив рекордні 19 очок у матчі проти «Орландо Меджик». 28 листопада 2015 року він набрав 12 очок і забив триочковий з сиреною, тоді команда перемогла «Вашингтон Візардс» з рахунком 84:82. 16 квітня 2016 року Джозеф поставив власний рекорд у плей-офф, набравши 18 очок, у першій грі програвши «Індіана Пейсерс», які посіли сьоме місце у першому раунді.
17 січня 2017 року Джозеф набрав рекордні за кар'єру 33 очки у перемозі над «Бруклін Нетс» (119:109). 27 березня 2017 року він зробив свій перший дабл-дабл у кар'єрі, набравши 15 очок і зробивши рекордні 13 передач у перемозі над «Орландо Меджик» (131:112). 7 травня 2017 року у четвертій грі серії другого раунду плей-офф «Репторз» з «Клівленд Кавальєрс» Джозеф набрав 20 очок і зробив 12 передач, вийшовши замість травмованого Кайла Лоурі; «Репторз» зазнали поразки з рахунком 109:102 та вилетіли з плей-офф, програвши «Кавальєрс» у всіх 4 іграх.

### «Індіана Пейсерз» (2017—2019)
14 липня 2017 року Джозефа обміняли в «Індіана Пейсерз» в обмін на право драфту Еміра Прелджича. У своєму дебюті за «Пейсерз» на першому матчі сезону 18 жовтня 2017 року Джозеф набрав 11 очок у переможній грі проти «Бруклін Нетс» (140:131).
9 лютого 2019 року Джозеф набрав 10 очок, 10 передач і 9 підбирань, перемігши «Клівленд Кавальєрс» з рахунком 105:90.

### «Сакраменто Кінгз» (2019—2021)
6 липня 2019 року Джозеф підписав контракт із «Сакраменто Кінгз».
30 січня 2020 року Джозеф поставив рекорд сезону — 16 очок, а також зробив 2 підбирання, 7 передач, 1 перехоплення та 1 блок-шот у переможному матчі проти «Лос-Анджелес Кліпперс» (124:103).

### «Детройт Пістонс» (2021–)
26 березня 2021 року Джозефа обміняли в «Детройт Пістонс» разом із двома майбутніми виборами другого раунду драфту в обмін на Делона Райта.
31 липня 2021 року «Пістонс» відмовилися від Джозефа. 11 серпня 2021 року «Пістонс» перепідписали Джозефа.

## Кар'єрна статистика

### НБА

#### Регулярний сезон
| Сезон      | Команда     | GP  | GS  | MPG  | FG%  | 3P%  | FT%  | RPG | APG | SPG | BPG | PPG  |
| ---------- | ----------- | --- | --- | ---- | ---- | ---- | ---- | --- | --- | --- | --- | ---- |
| 2011–2012  | Сан-Антоніо | 29  | 1   | 9.2  | .314 | .200 | .647 | .9  | 1.2 | .2  | .1  | 2.0  |
| 2012–2013  | Сан-Антоніо | 28  | 9   | 13.9 | .464 | .286 | .857 | 1.9 | 1.9 | .5  | .1  | 4.5  |
| 2013–2014† | Сан-Антоніо | 68  | 19  | 13.8 | .475 | .316 | .823 | 1.6 | 1.7 | .5  | .2  | 5.0  |
| 2014–2015  | Сан-Антоніо | 79  | 14  | 18.3 | .504 | .364 | .734 | 2.4 | 2.4 | .6  | .2  | 6.8  |
| 2015–2016  | Торонто     | 80  | 4   | 25.6 | .439 | .273 | .764 | 2.6 | 3.1 | .8  | .3  | 8.5  |
| 2016–2017  | Торонто     | 80  | 22  | 25.0 | .452 | .356 | .770 | 3.0 | 3.3 | .8  | .2  | 9.3  |
| 2017–2018  | Індіана     | 82* | 17  | 27.0 | .424 | .353 | .745 | 3.2 | 3.2 | 1.0 | .2  | 7.9  |
| 2018–2019  | Індіана     | 82* | 9   | 25.2 | .412 | .322 | .698 | 3.4 | 3.9 | 1.1 | .3  | 6.5  |
| 2019–2020  | Сакраменто  | 72  | 26  | 24.4 | .415 | .352 | .857 | 2.6 | 3.5 | .7  | .3  | 6.4  |
| 2020–2021  | Сакраменто  | 44  | 2   | 21.5 | .444 | .330 | .766 | 2.3 | 2.5 | .9  | .2  | 6.6  |
| 2020–2021  | Детройт     | 19  | 11  | 26.4 | .506 | .368 | .878 | 3.2 | 5.5 | 1.2 | .5  | 12.0 |
| 2021–2022  | Детройт     | 65  | 39  | 24.6 | .445 | .414 | .885 | 2.7 | 3.6 | .6  | .3  | 8.0  |
| 2022–2023  | Детройт     | 62  | 2   | 19.8 | .427 | .389 | .792 | 1.7 | 3.5 | .6  | .3  | 6.9  |
| Кар'єра    | Кар'єра     | 790 | 175 | 22.0 | .442 | .350 | .787 | 2.5 | 3.0 | .8  | .2  | 7.1  |

#### Плей-офф
| Сезон   | Команда     | GP | GS | MPG  | FG%  | 3P%  | FT%   | RPG | APG | SPG | BPG | PPG |
| ------- | ----------- | -- | -- | ---- | ---- | ---- | ----- | --- | --- | --- | --- | --- |
| 2013    | Сан-Антоніо | 20 | 0  | 9.6  | .464 | .182 | .455  | 1.6 | 1.2 | .3  | .1  | 3.0 |
| 2014†   | Сан-Антоніо | 17 | 0  | 5.1  | .486 | .000 | .778  | .5  | .5  | .2  | .0  | 2.8 |
| 2015    | Сан-Антоніо | 4  | 0  | 5.5  | .833 | –    | .500  | .3  | .0  | .0  | .3  | 2.8 |
| 2016    | Торонто     | 20 | 0  | 22.6 | .466 | .333 | .750  | 2.1 | 2.4 | .9  | .1  | 8.5 |
| 2017    | Торонто     | 10 | 2  | 21.2 | .437 | .409 | 1.000 | 2.1 | 3.1 | .4  | .2  | 7.9 |
| 2018    | Індіана     | 7  | 0  | 20.4 | .364 | .273 | 1.000 | 2.4 | 3.0 | 1.3 | .3  | 4.7 |
| 2019    | Індіана     | 4  | 0  | 21.3 | .500 | .444 | 1.000 | 1.8 | 1.0 | 1.0 | .0  | 7.5 |
| Кар'єра | Кар'єра     | 82 | 2  | 14.5 | .461 | .325 | .759  | 1.5 | 1.7 | .5  | .1  | 5.2 |

### Коледж
| Сезон     | Команда         | GP | GS | MPG  | FG%  | 3P%  | FT%  | RPG | APG | SPG | BPG | PPG  |
| --------- | --------------- | -- | -- | ---- | ---- | ---- | ---- | --- | --- | --- | --- | ---- |
| 2010–2011 | Техас Лонгхорнс | 36 | 36 | 32.4 | .422 | .413 | .699 | 3.6 | 3.0 | 1.0 | 0.3 | 10.4 |

## Кар'єра у національній збірній

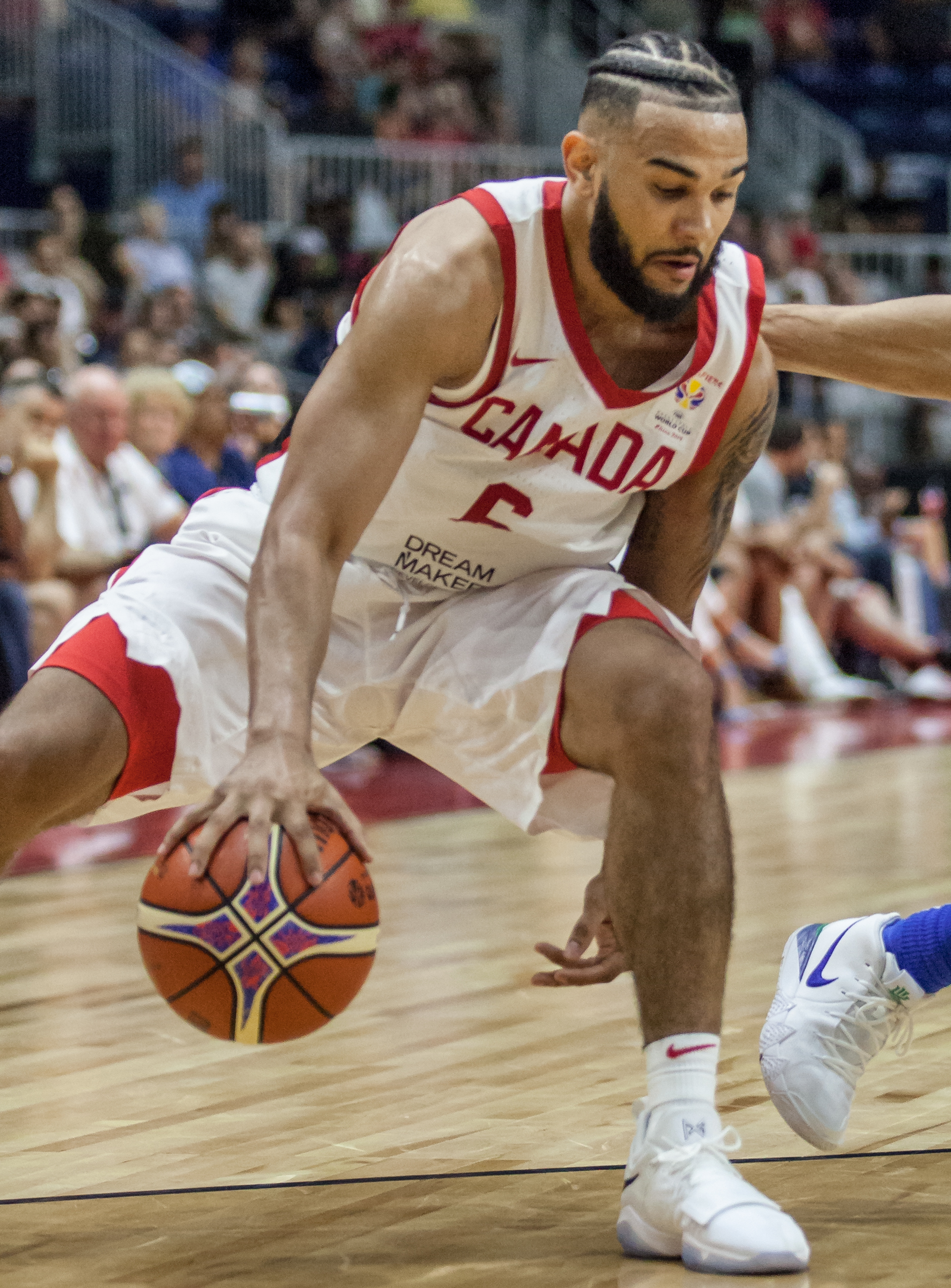
Джозеф зі збірною Канади, 2018 рік

Джозеф представляв Канаду з баскетболу на Чемпіонаті 2008 року ФІБА Америки до 18 років, де Канада виграла бронзову медаль, поступившись Аргентині та США. Наступного року він був у складі збірної Канади на Чемпіонаті світу до 19 років у 2009 році, який проходив в Окленді, Нова Зеландія.
На початку серпня Джозеф приєднався до чоловічої національної баскетбольної збірної Канади для участі у другому етапі тренувального табору перед Чемпіонатом ФІБА Америки 2011. Він дебютував у старшій національній збірній 13 серпня 2011 року на Jack Donohue International Classic в Університеті Раєрсона проти Бельгії. У дебюті Джозеф набрав 3 очки та зробив 2 передачі за 15 хвилин ігрового часу у перемозі 79:74.
На Чемпіонаті ФІБА Америки 2013 він очолював команду з 16,1 очка за гру, виступаючи разом зі своїм братом Дево.
До Чемпіонату Америки 2015 року Джозеф став капітаном національної збірної. У грі за бронзову медаль проти Мексики Джозеф вдало кинув м'яч з сиреною, що принесло Канаді перемогу з рахунком 87:86. Він лідирував на Всесвітньому олімпійському кваліфікаційному турнірі ФІБА 2016 у Манілі за кількістю очок і передач, набравши 77 очок і 17 передач (4,3 передачі у середньому) у чотирьох іграх. Джозеф також виступав за Канаду під час Чемпіонату світу з баскетболу 2019 у Китаї.
24 травня 2022 року Джозеф погодився на трирічне зобов'язання грати за чоловічу збірну Канади.